# Carl Leberecht Immermann
Carl (Karl) Leberecht Immermann (né le 24 avril 1796 à Magdebourg, mort le 25 août 1840 à Dusseldorf), est un poète, romancier et magistrat prussien.

## Biographie
Fils d'un officiel du gouvernement, étudiant en droit, il se porta volontaire dans l'armée levée en Allemagne contre Napoléon Bonaparte en 1813 à l'appel du 17 mars de Frédéric-Guillaume III de Prusse, mais, malade, il ne put prendre part à l'expédition. En 1815, il fit la campagne de France, combattit à Ligny et Waterloo, et marcha sur Paris.
Revenu à Halle, il y poursuit ses études, puis s'occupe de diverses charges dans la magistrature, d'abord assesseur, ensuite référendaire à Magdebourg et enfin auditeur de division ('Divisions-Auditeur') à Münster (Westphalie).
Au printemps 1822, il rencontre Elisa von Ahlefeldt (femme du célèbre officier prussien Ludwig Adolf Wilhelm von Lützow), et vécut maritalement avec elle ; mais même après avoir divorcé, celle-ci refusa de l'épouser.
Carl Leberecht Immermann est nommé juge criminel à Magdebourg, puis en 1826, conseiller à la cour de première instance à Dusseldorf. Il dirigea à cette époque, sans grand succès, le Théâtre de Dusseldorf.
En 1839, il se maria avec Wilhelmine Marianne Niemeyer (1819-1886), fille d'un médecin de Magdebourg. Devenu père le 12 août 1840 d'une fille prénommée Caroline, il est mort treize jours plus tard. En 1860, Caroline épousera le diplomate et juriste Friedrich Heinrich Geffcken.
Le 25 août 1840, Immermann décède après une courte maladie dans sa maison au numéro 45 de la Ratinger Straße (de). Il est enterré au cimetière de Golzheim à Düsseldorf. Son héritage se trouve dans les archives Goethe-et-Schiller (de) à Weimar, à l'institut Heinrich-Heine à Düsseldorf et à la bibliothèque de la ville et d'État de Dortmund (de).
Lorsqu'il mourut, il écrivait ses mémoires, sous le titre de Memorabilien et cherchait à reconstituer, dans un poème, la légende de Tristan et Iseult.

## Ses œuvres
- 1821 - Les Princes de Syracuse
- 1822 - La Vallée de Roncevaux
- 1822 - Edwin
- 1822 - Pétrarque
- 1824 - L'Œil de l'Amour
- 1826 - Cardenio et Celinde
- 1826 - La Tragédie dans le Tirol ou Andreas Hofer
- 1828 - L'Empereur Frédéric II
- 1832 - Alexis
- 1836 - Les Épigones
- 1838-1839 - Münchhausen : une histoire en arabesque : il y oppose la simplicité naturelle des paysans à l'hypocrisie des classes élevées par l'éducation moderne. Traduit en français sous le titre : Les paysans de Westphalie.
- 1840 - Tristan et Iseult - Inachevé